# Hanf-Leichtlehm
Hanf-Leichtlehmschüttung ist ein stabiles und leichtes Schüttmaterial, das unter Belastung ein nachträgliches Verrutschen verhindert.
Es kann überall dort eingesetzt werden, wo Hohlräume thermisch und akustisch gedämmt werden sollen und ein guter Einbauzugang vorhanden ist. Es eignet sich besonders für ebene oder großvolumige Dämmbereiche. Nach dem Einbau ist die Hanf-Leichtlehmschüttung druckbelastbar und kann betreten werden. Für druckbelastbare Fußbödenaufbauten wird die Leichtlehmschüttung verdichtet. Um die Verdichtung sicher zu behalten, kann die Leichtlehmschüttung mit einer Gießkanne befeuchtet werden.